# Ковачова (Зволен)

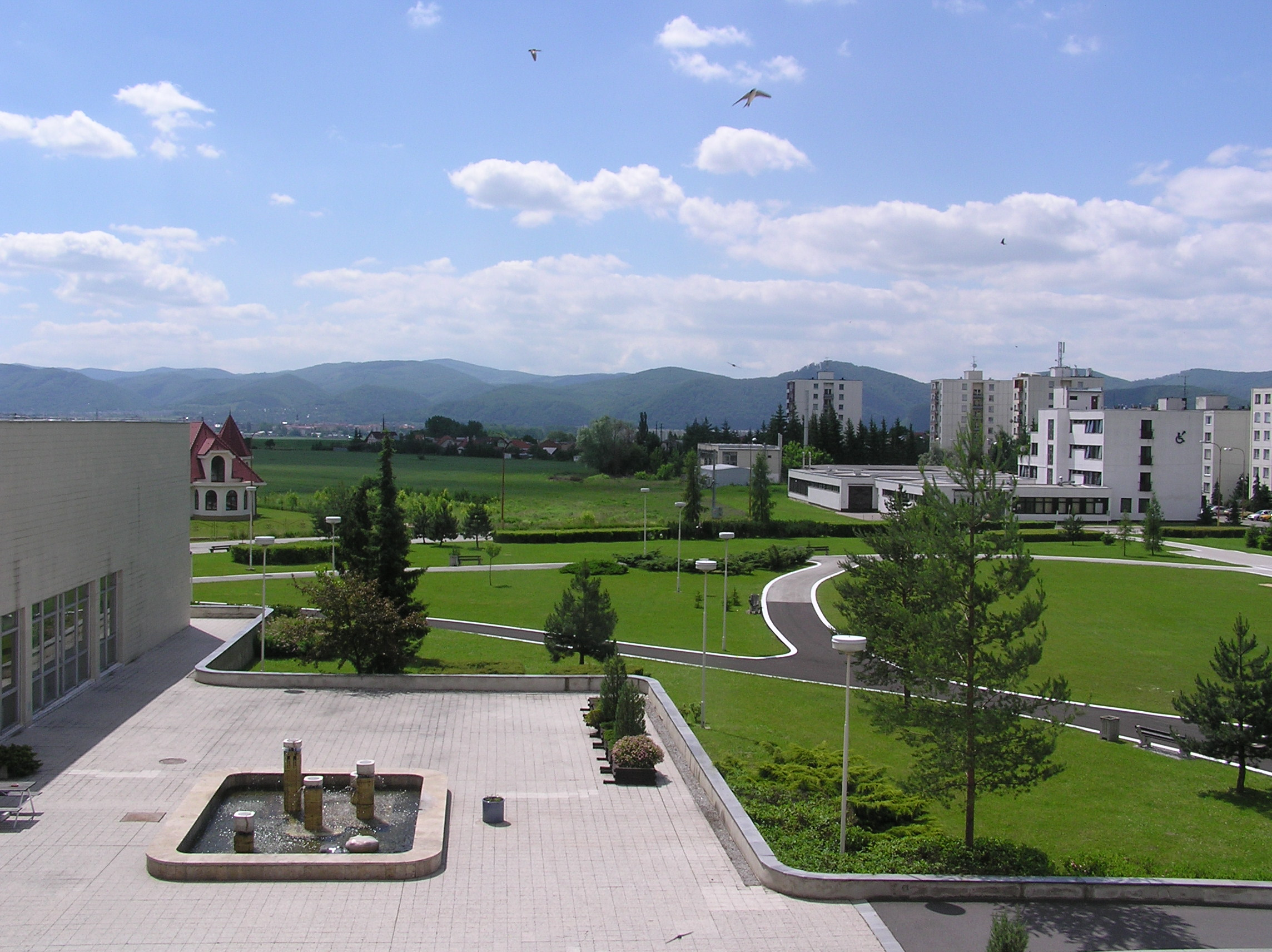
Реабилитационный центр Ковачова

Ковачова (словац. Kováčová , венг. Kovácsfalva) — деревня и курорт в районе Зволен, Банска-Бистрицкого края в центральной части Словакии.
Расположена на юго-западе Зволенской котловины, примерно в 5 км от административного центра г.Зволен и в 18 километрах от Банска-Бистрица. В 3 км севернее находится аэропорт Слиач.
Население — 1 603 человека (по состоянию на 31 декабря 2020). Кадастровая площадь общины — 7,15 км².
Плотность — 224,2 чел/км².

## История

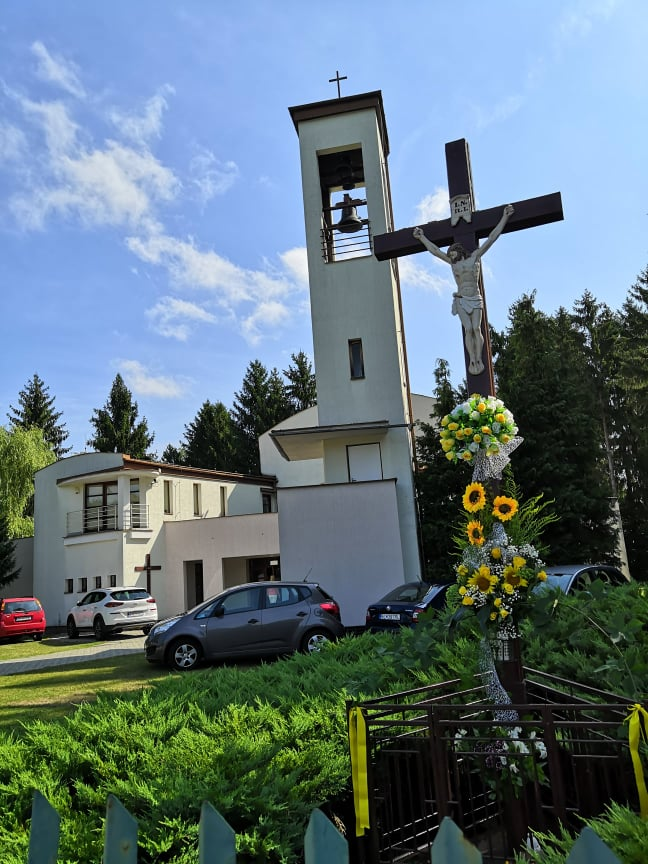
Костёл

Первое упоминание встречается в 1254 году в документе короля Венгрии Белы IV, как часть немецкого поселения terra Hospitum de Koachou и носило имя трёх давних кузнецов (на словацком Kováč). 
В 1898 году во время буровых работ в поисках залежей угля, были обнаружены горячие источники и вскоре после этого (1899, 1905) их стали использовать в качестве спа.
До 1918 года входило в состав Венгерского королевства, затем — Чехословакии, сейчас Словакии.
Ныне в санатории Ковачова лечат, в основном, заболевания опорно-двигательного аппарата и нервные заболевания, а также кишечные расстройства, заболевания желчевыводящих путей, печени и желудка, а также гинекологические заболевания. Горячий источник используется также для термальных ванн.

## Население
| Год:                | 1994 | 2004    | 2014    | 2024     |
| ------------------- | ---- | ------- | ------- | -------- |
| Количество человек: | 1381 | 1439    | 1488    | 1695     |
| Разница:            |      | +4,19 % | +3,40 % | +13,91 % |

## Достопримечательности

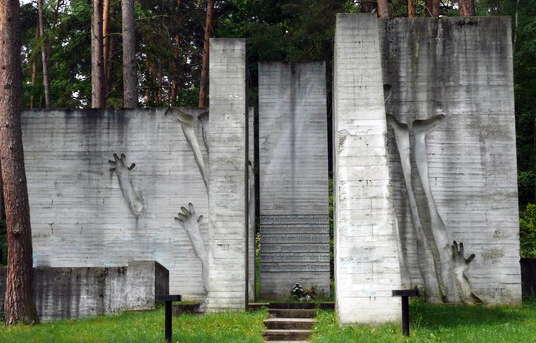
Памятник, павшим во время Словацкого национального восстания

- Памятник, павшим во время Словацкого национального восстания.
- Костёл